# Heinkel He 59
Die Heinkel He 59 war das erste zweimotorige Doppeldecker-Kampfflugzeug mit Schwimmern aus deutscher Produktion, das nach dem Ersten Weltkrieg gebaut wurde.

## Entwicklung

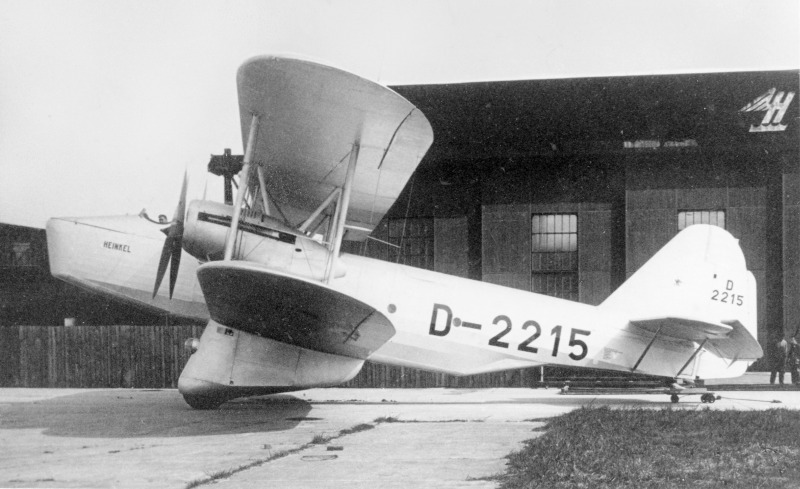
Prototyp HD 59b mit Radfahrwerk

Konzipiert als hochseefähiger Aufklärer und Bomber, wurde die Entwicklung unter Federführung von Reinhold Mewes und Victor Maugsch 1930 noch unter der Bezeichnung HD 59 (für Heinkel Doppeldecker) durchgeführt, ehe dem Muster bei Einführung der RLM-Typenliste die Bezeichnung He 59 zugewiesen wurde. Der Erstflug erfolgte im September 1931. Um den Versailler Vertrag zu umgehen, fand die Erprobung im russischen Lipezk statt, wobei das Muster mit einem Radfahrwerk ausgestattet war.
Im Januar 1932 folgte der Erstflug als Wasserflugzeug mit Doppelschwimmern. In dieser Form ging das Flugzeug als He 59 B-1 in die Serienfertigung. Ihr folgte die He 59 B-2 mit Metallbug, verglaster Kanzel für den Bombenschützen und einem unter dem Rumpf angebrachten Waffenstand mit MG 15.
Die Version B-3 verzichtete auf Bewaffnung um durch zusätzliche Kraftstofftanks eine größere Reichweite zu erzielen. Die Version C-1 war als Fernaufklärer, die Version C-2 als Seenotrettungsflugzeug konzipiert.
Es folgten eine Reihe von Schulflugzeugen: Für das Training von Flugzeugbesatzungen wurde die He 59 D-1 hergestellt, die E-1 diente der Ausbildung für Torpedoeinsätze und die N-1 zur Navigationsschulung.
Die He 59 wurde von 1934 bis April 1939 in monatlich geringen Stückzahlen gebaut. Heinkel in Rostock lieferte 41, Arado in Warnemünde 122 Serienflugzeuge ab. Mit den drei Prototypen wurden insgesamt 166 He 59 produziert.

## Einsatz

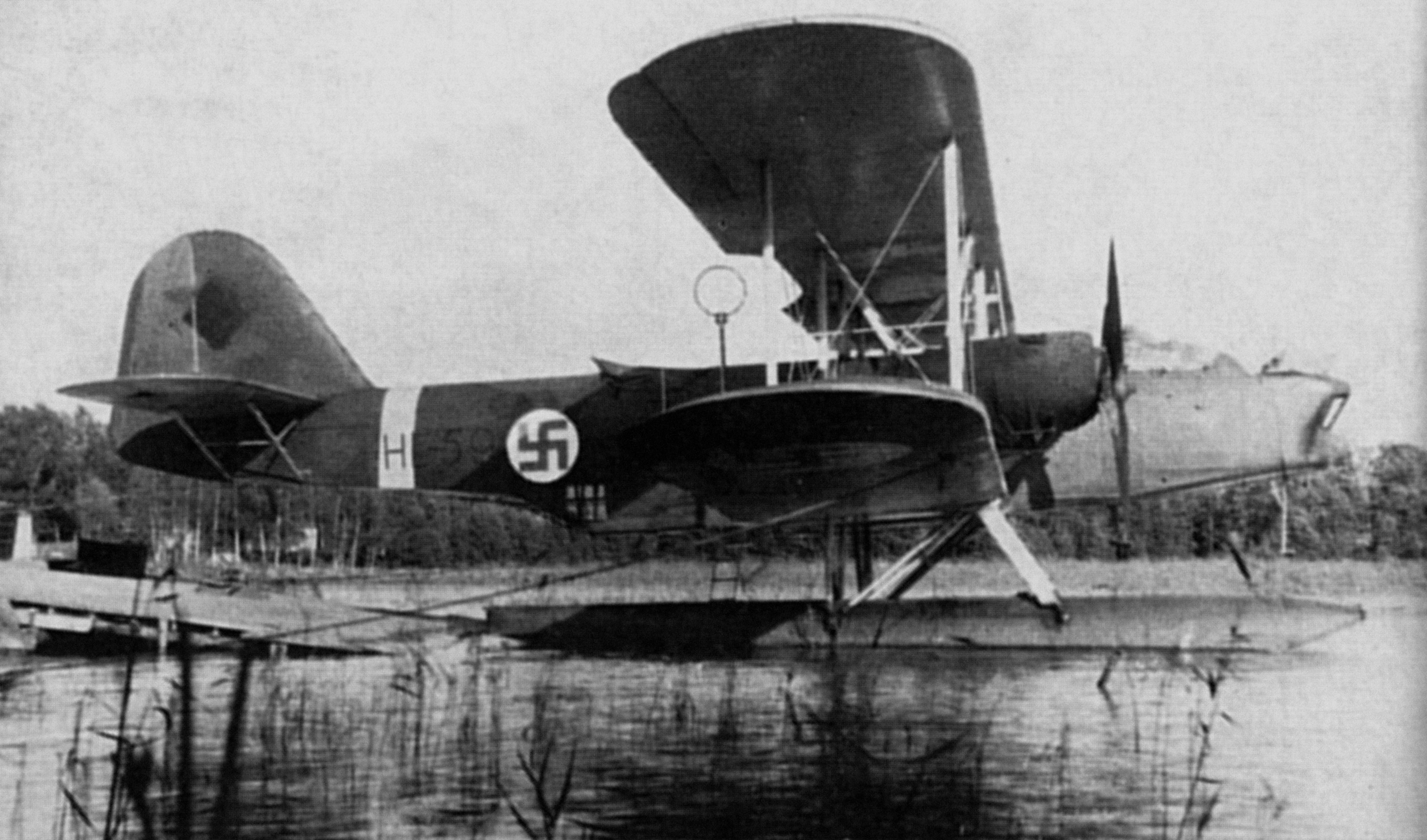
He 59 B-2 der finnischen Luftwaffe, 1943/44

Ab 1935 war die Einführung bei der Truppe, so dass am 19. September 1938 37 Maschinen vorhanden waren.
Die He 59 besaß sehr gute Flugeigenschaften, war aber nicht einmotorenflugfähig. Zwar waren Reichweite, Zuladung und Bewaffnung für damalige Verhältnisse ausreichend, insgesamt gesehen aber war die He 59 zu langsam.
Wie seinerzeit viele andere deutsche Flugzeugtypen kam auch die He 59 (spanischer Spitzname „Zapatones“) während des Spanischen Bürgerkrieges bei der Seefliegerstaffel 88 der Legion Condor zum Einsatz, die Flugzeuge waren unter anderem in Cádiz-Puntales, Melilla-El Atalayón und Port de Pollença auf Mallorca stationiert und wurden mit einer 20-mm-Maschinenkanone im Bug bewaffnet.
In den ersten Monaten des Zweiten Weltkriegs war sie als Torpedo- und Minenflugzeug im Einsatz. Flugzeuge dieses Typs waren dabei an der Versenkung des polnischen Minenlegers ORP Gryf beteiligt. 1940 dienten 84 einsatzklare He 59 als Transporter für Angriffstruppen und Ausrüstung bei der Kampfgruppe z.b.V. 108 für das Unternehmen Weserübung zur Invasion in Norwegen.
Am 10. Mai 1940 flogen zwölf He 59 der 3. Staffel der KGr z.b.V. 108 zur Invasion der Niederlande Angriffstruppen in den Rotterdamer Hafen und besetzten diesen. Anschließend wurden die Flugzeuge bis 1943 für Seenotaufgaben aufgebraucht. Danach nahmen die Do 18 und die Do 24 ihren Platz ein.

## Aufbau
Die He 59 war ein zweistieliger verspannter Doppeldecker in Gemischtbauweise, das Tragwerk war ein zweiholmiges Holzgerüst mit Sperrholznase und Stoffbespannung. Der kastenförmige Rumpf war rechteckig und bestand aus einem geschweißten Stahlrohr- und Leichtmetallgerüst mit Stoffbespannung. Das Leitwerk war ebenfalls ein mit Stoff bespanntes Metallgerüst, dazu verstrebt und verspannt.
Die zwei einstufigen, gekielten Leichtmetallschwimmer enthielten Kraftstoffbehälter von je 900 Litern Fassungsvermögen, insgesamt konnte die He 59 2700 Liter Kraftstoff mitführen, bei Fernaufklärungseinsätzen sogar 3200 Liter (zwei Zusatzbehälter im Bombenschacht). Die Propeller waren zwei starre Vierblatt-Holzluftschrauben.

## Technische Daten
| Kenngröße             | He 59a                                                     | He 59 B-1                                                  | He 59 B-2, B-3                                             | He 59 D                                                               |
| --------------------- | ---------------------------------------------------------- | ---------------------------------------------------------- | ---------------------------------------------------------- | --------------------------------------------------------------------- |
| Besatzung             | 3                                                          | 3                                                          | 4                                                          | 4                                                                     |
| Flügelspannweite      | 23,66 m                                                    | 23,66 m                                                    | 23,70                                                      | 23,70                                                                 |
| Länge                 | 17,35                                                      | 17,35                                                      | 17,40 m                                                    | 17,35                                                                 |
| Höhe                  | k. A.                                                      | 7,2                                                        | 7,10 m                                                     | 7,10 m                                                                |
| Flügelfläche          | 153,4 m²                                                   | 153,4 m²                                                   | 153,4 m²                                                   | 153,4 m²                                                              |
| Leermasse             | 5000 kg                                                    | 5000 kg                                                    | 5000 kg                                                    | 5000 kg                                                               |
| Zuladung              | 2275 kg                                                    | 3950 kg                                                    | 3950 kg                                                    | 3950 kg                                                               |
| Startmasse            | 7275 kg                                                    | 8950 kg                                                    | 8950 kg                                                    | 8950 kg                                                               |
| Triebwerke            | zwei flüssigkeitsgekühlte Zwölfzylinder-Viertakt-V-Motoren | zwei flüssigkeitsgekühlte Zwölfzylinder-Viertakt-V-Motoren | zwei flüssigkeitsgekühlte Zwölfzylinder-Viertakt-V-Motoren | zwei flüssigkeitsgekühlte Zwölfzylinder-Viertakt-V-Motoren            |
| Typ                   | BMW VI 6ZU                                                 | BMW VI 6,0ZU                                               | BMW VI 6,0ZU                                               | BMW VI 6,0ZU                                                          |
| Leistung              | je 660 PS (485 kW)                                         | je 660 PS (485 kW)                                         | je 660 PS (485 kW)                                         | je 660 PS (485 kW)                                                    |
| Höchstgeschwindigkeit | 245 km/h in Bodennähe                                      | 240 km/h in Bodennähe                                      | 240 km/h in Bodennähe                                      | 240 km/h in Bodennähe 230 km/h in 1000 m Höhe 215 km/h in 2000 m Höhe |
| Reisegeschwindigkeit  | k. A.                                                      | 205 km/h                                                   | 205 km/h                                                   | 205 km/h in Bodennähe 200 km/h in 1000 m Höhe 190 km/h in 2000 m Höhe |
| Landegeschwindigkeit  | k. A.                                                      | 88 km/h                                                    | 88 km/h                                                    | 88 km/h                                                               |
| Steigzeit             | k. A.                                                      | 4,42 min auf 1000 m 11,12 min auf 2000 m 26 min auf 3000 m | 4,42 min auf 1000 m 11,12 min auf 2000 m 26 min auf 3000 m | 4,7 min auf 1000 m 11,2 min auf 2000 m 18,6 min auf 3000 m            |
| Gipfelhöhe            | 3800 m                                                     | 3500 m                                                     | 3500 m                                                     | 3500 m                                                                |
| Reichweite            | k. A.                                                      | 940 km                                                     | 940 km 1528 mit zwei 500-l-Zusatztanks                     | 875 km                                                                |
| Startrollstrecke      | k. A.                                                      | 580 m                                                      | 580 m                                                      | 580 m                                                                 |

BewaffnungAnfangs drei bewegliche 7,92-mm-MG 15, ab 1937 im Buggefechtsstand ein 20-mm- MG FF. Im Krieg wurde die Bewaffnung weiter verstärkt: bis zu zwei 20-mm-MK und zwei Zwillings-MG 81 Z, dazu ein 675-kg-Torpedo, vier 250-kg-Bomben oder zwei Nebelgeräte mit je 375 kg, als Minenleger vier 500-kg-Minen